# Diplazium crameri
Diplazium crameri är en majbräkenväxtart som beskrevs av Praptosuwiryo.
Diplazium crameri ingår i släktet Diplazium och familjen Athyriaceae. Inga underarter finns listade i Catalogue of Life.